# Zvonice (Jakubčovice nad Odrou)
Zvonice v Jakubčovicích nad Odrou, je dřevěná zvonice nacházející se na návsi v obci Jakubčovice nad Odrou u města Odry v okrese Nový Jičín, ve Vítkovské vrchovině v Moravskoslezském kraji. Zvonice má unikátní a neobvyklý (snad barokní) tvar vysokého komolého jehlanu. Pochází z poloviny 17. století a její původní stavitel i majitel je neznámý. V letech 1992 až 1993 byla renovována nákladem současných českých i bývalých německých vysídlených občanů. Zvonice je zapsaná jako kulturní památka od roku 1958. Vedle zvonice se nachází kamenný kříž, park a dětské hřiště.

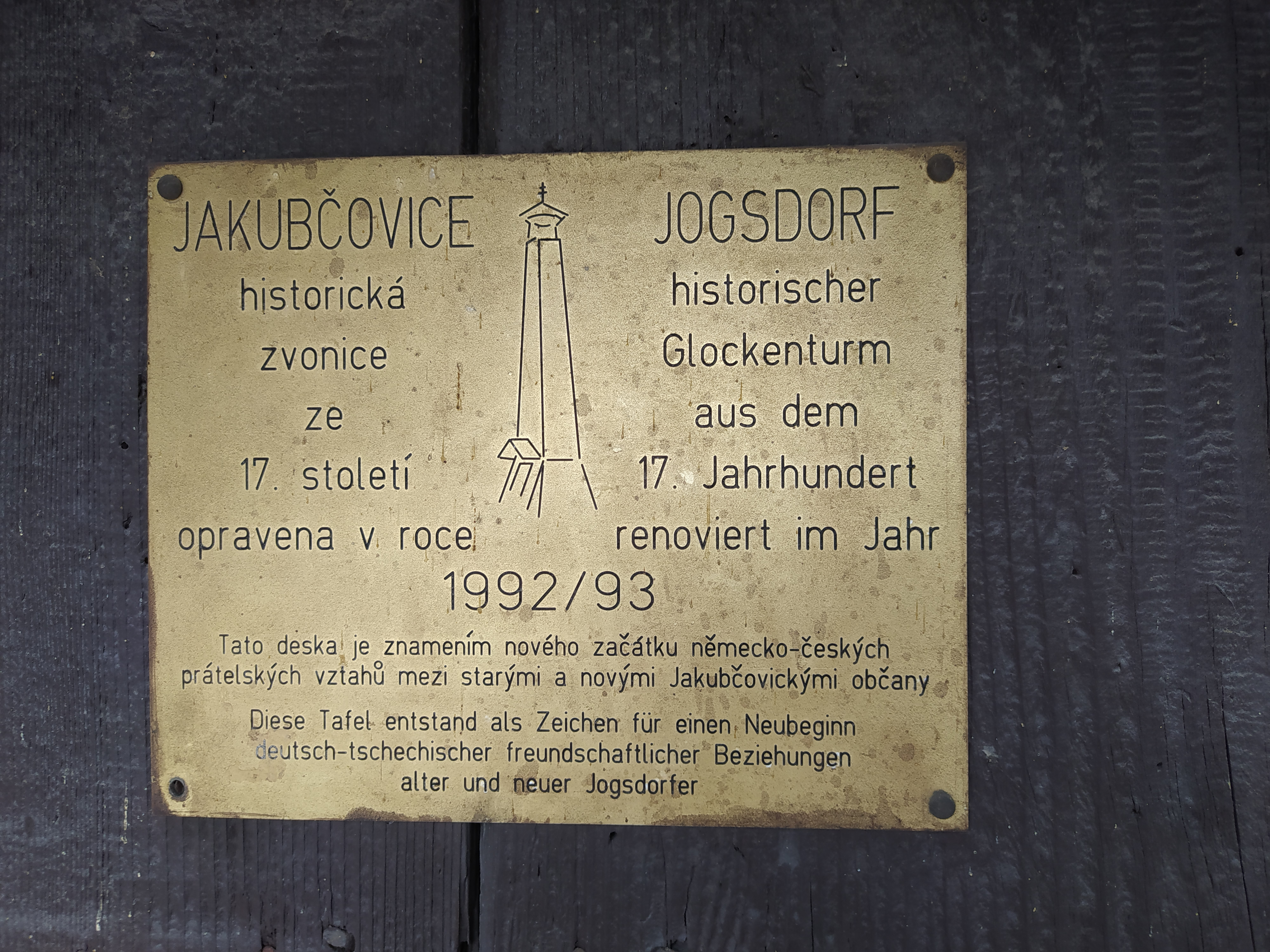
Deska umístěná na zvonici